# Passzív biztonság
A passzív biztonság (vagy másodlagos (szekunder) biztonság) olyan közlekedésbiztonsági követelményrendszer, amely a közlekedési eszközök aktív biztonsági elemein túlmenően arra irányul, hogy baleset alkalmával az utasok élete illetve testi épsége maximális védelmet kapjon. Más szavakkal: a passzív biztonság elemeinek célja a  baleset bekövetkezése közben és után segítenek elkerülni, illetve enyhíteni a sérüléseket. A passzív jelző arra is utal, hogy a passzív biztonsági elemek alkalmazása a járművezető beavatkozását nem igényli.

## Története
A passzív biztonság fejlődése a gépkocsihasználat tömegessé válása idején indult meg, mely korszak maga után vonta a közúti balesetek számának emelkedését is. Kiemelkedő volt a szerepe a német Daimler-Benz cégnek és mindenekelőtt Barényi Bélának, aki az első töréstesztpályán kezdte meg vizsgálatait Stuttgartban.

## Elterjedt elemei
- biztonsági utascella
- gyűrődési zóna (vagy gyűrődő zóna)
- biztonsági öv
- biztonsági kormánymű és biztonsági kormányoszlop
- légzsák